# Jerzy Łunarski
Jerzy Zygmunt Łunarski – polski inżynier, profesor nauk technicznych.

## Życiorys
W 1959 r. ukończył studia inżynierskie w Charkowskim Instytucie Politechnicznym, w latach 1971-1972 r. dwukrotnie obronił pracę doktorską, w 1984 r. habilitował się. W 1995 r. uzyskał tytuł profesora nauk technicznych. Pracuje w Wyższej Szkole Informatyki i Zarządzania w Rzeszowie.
Był zatrudniony w Politechnice Rzeszowskiej im. Ignacego Łukasiewicza, oraz w Instytucie Mechanizacji Budownictwa i Górnictwa Skalnego.